# Stjepan Širac
Stjepan Širac - Stipa (Pakrac, 31. svibnja 1951. – Batinjani, 6. listopada 1991.), pukovnik HV-a, bio je zapovjednik te jedan od heroja obrane grada Pakraca. Bio je veliki hrvatski domoljub i neustrašivi branitelj cjelovitosti i suvereniteta Republike Hrvatske. Bio je "spiritus movens" pakračkih branitelja. Suborci pamte njegovu hrabrost, odlučnost, požrtvovnost i nepokolebljivost. Suborci za njega kažu da je bio dobar strateg i taktičar i izvrstan organizator.

## Život prije '90-ih
Rođen je u Pakracu 31. svibnja 1951. godine kao sin Andrije i Mare (r. Modrušan). Bio je državljanin Republike Hrvatske, po narodnosti Hrvat. Rano djetinjstvo proveo je u Prekopakri igrajući se sa starijim bratom Vinkom (1949.) i mlađom sestrom Vesnom (1957.). Osnovnu školu do 3. razreda pohađao je u Prekopakri, a 4. i ostale razrede osnovne škole u Pakracu. Roditelji su ga odgojili kao poštenog, iskrenog i dobrog čovjeka kršćanskog morala. Kao i sva seoska djeca u to vrijeme, često je čuvao krave i radio ostale poslove na zemlji. Svojim šarmom i dosjetkama svakoga je znao razveseliti. Obitelj je 1960. preselila u novoizgrađenu kuću u Pakrac, današnju Aleju kestenova 19. Stjepan se kao mladić bavio gimnastikom, ali za nju nije imao previše vremena. Često bi s ocem, ujutro prije škole, ručno kosio travu. Volio je golubove. Kad bi zazviždao i raširio ruke, njegovi golubovi bi odmah došli. Volio je puno čitati, a povijest mu je uvijek bila vrlo zanimljiva. Stjepan je gimnaziju završio u Pakracu. Tijekom srednjoškolskog obrazovanja povremeno je imao nevolja u pakračkoj gimnaziji jer je u to vrijeme imao snage javno biti Hrvat, a problemima je pripomogla i činjenica da mu je otac tijekom Drugog svjetskog rata 4 godine bio domobran i 1945. preživio Križni put. Poslije završene gimnazije upisao se u Višu upravnu školu u Zagrebu. Stanovao je u studentskom domu "Stjepan Radić". Oduševljeno se kao student priključio političkom pokretu "Hrvatsko proljeće" 1971. sudjelujući u demonstracijama zagrebačkih studenata. Da je Stjepan bio plemenit i kolegijalan čovjek, a ne samo domoljub, dokazuje i činjenica da su tada on i njegov kolega u sobi imali i jednog "ilegalca" koji je bio Srbin. Nakon nasilnog gušenja pokreta i demonstracija u prosincu 1971. prilikom premetačine studentskog doma i njegove sobe od strane policajaca većinom Srba, u džepu mu je nađena hrvatska trobojnica pa je uhićen i pretučen. Bio je nemilosrdno pretučen od strane milicije i u pritvoru u Đorđićevoj ulici tijekom ispitivanja. Što mu se tamo dogodilo, nije otkrio. Nakon tih događaja, odlučio je prekinuti daljnje školovanje i vratiti se u Pakrac. Nedugo zatim otišao je odslužiti vojni rok u JNA. Školu rezervnih časnika završio je u Zadru u "Kasarni 1" stekavši čin potporučnika. Bio je topnik. Kroz daljnje školovanje (nakon vojnih vježbi) je dobio čin kapetana. Nakon Titove smrti njegovo napredovanje kao Hrvata je zaustavljeno. Nije dobio ni čin kapetana prve klase jer je bio politički nepodoban. Prilikom jedne topničke vježbe gađanja, Stjepan je, shvativši pogrešku u zadanim koordinatama, spriječio ispaljivanje granate i tako spasio od pogibije nekolicinu ročnika. Time se zamjerio nadređenom časniku. Stjepan je redovito pozivan na vojne vježbe JNA do par godina pred rat, kada su mu kao nepodobnom oduzeli uniformu i čin kapetana.
Stjepan se prvo zaposlio u "Kamen" Siraču, odnosno Hidroelektri, kao administrativac. Zatim je radio kao skladištar u PIK-u Lipik u čijem se vlasništvu nalazio zemljišni kompleks u selu Španovica (tada Novo Selo). Stjepan je puno radio na zemlji poslije radnog vremena; prvo konjima koje su imali kod kuće, zatim traktorom. Orao je i kosio njive sebi i drugima. Znao je po 36 sati raditi bez prestanka i ne silaziti s traktora. Zračio je energijom i bio je sposoban za svaki posao. Poznavao je Psunj i ostale šume oko Pakraca u kojima je kao strastveni lovac često lovio. Bio je aktivan član lovačkog društva "Psunj" Pakrac.
Stjepan se 1973. oženio Jelenom (r. Banjanin) s kojom je imao dvoje djece: kćer Valentinu (1975.) i sina Andreja (1977.). Iako su se kasnije on i supruga rastali i sud skrbništvo dodijelio majci, Stjepana su njegova djeca jako voljela. Kasnije je Stjepan živio s dr. Jasnom Vidović. Njihova veza je bila emotivno jaka i stabilna, a njena djeca su Stjepana voljela i poštivala.

## Događaji uoči rata
U Prekopakri je 17. lipnja 1990., točno godinu dana nakon osnivanja HDZ-a, osnovan ogranak temeljne organizacije HDZ-a Prekopakra. Vodstvo HDZ-a Prekopakra, uz ono u Badljevini, bilo je najaktivnije na lokalnoj razini. Prilikom svečanosti u taj ogranak HDZ-a učlanjuje se Stjepan Širac, dr. Jasna Vidović i Stjepanova majka Mara. Nakon toga u Prekopakri se povremeno organiziraju noćne straže. Agilni Prekopakrani već u drugoj polovici 1990. stvaraju određene uvjete da ona postane svojevrsni centar organizacija hrvatske obrane od velikosrpske agresija. Prilikom sastanka Inicijativnog općinskog odbora HDZ-a za općinu Pakrac, 18. kolovoza 1990. u maloj sali Hrvatskog doma, Stjepan je tajno osiguravao sastanak. Ekstremni Srbi su prišli domu iz pravca šume i zapucali kroz prozor na sudionike sastanka. Pukim slučajem nije bilo stradalih. Stjepan je i 19. kolovoza 1990. sudjelovao u osnivanju i osiguravanju općinskog odbora HDZ-a Pakrac u Hrvatskom domu. U siječnju 1991. srpski ekstremisti bacili su bombu na balkon gospodina Vinka Rukavine koji je stanovao u istoj zgradi sa Stjepanom u stambenom dijelu grada zvanom Jug. U gradu je prevladavalo mišljenje da je bomba bila namijenjena upravo Stjepanu Šircu. Već od 01. ožujka 1991. Stjepan aktivno sudjeluje u organizaciji i pripremanju obrane grada. Motrio je iz svoga stana na Jugu na pokrete pobunjenih Srba i jedinica JNA i preko svojih ljudi prosljeđivao informacije dr. Šreteru. U Šreterovoj kući je bio svojevrstan centar za koordinaciju s državnim i policijskim vrhom. Tih dana i noći držane su straže oko kuće dr. Šretera i kod rimokatoličkog groblja odakle se motrilo na gostionicu "3 mrtvaca" u kojoj su se okupljali ekstremni Srbi. Sudjeluje u organizaciji prehrane hrvatskih policajaca koji su došli na intervenciju i koji su ostali u Pakracu desetak dana.
Nakon 01. ožujka 1991. jasno se vidjelo da velik dio Srba u Hrvatskoj želi oružjem stvoriti SAO Krajinu. Hrvati općine Pakrac se nastoje organizirati kako bi se lakše zaštitili i obranili. U toj organizaciji su se isticali Prekopakrani. Nakon što su ekstremni Srbi minirali ulazna vrata župne crkve UBDM u Pakracu, a 30. ožujka pakrački župnik Marijan Frančić dobio prijetnju da će crkva biti sravnjena sa zemljom, Stjepan je organizirao osiguravanje župne crkve. Sudjelovao je u organiziranju ophodnja po gradu i (noćnih) straža u Prekopakri koje surađuju s pouzdanim ljudima iz policije u zaštiti građana. Srpski ekstremisti utemeljili su tri naoružane grupe koje su trebale presresti Stjepana i ubiti ga, no on im je uvijek uspijevao pobjeći. Budući da je to znao, na sastanke je uvijek išao sam jer nije htio da i drugi, koji su mu nudili zaštitu, s njim stradaju. Lokalne Srbe poznavao je u dušu. Često je znao reći da Hrvati nikad neće naučiti neke stvari od Srba. Njegov brat Vinko pamti kako je jedan Srbin u lovu, u kojem je bio i Stjepan, osvrćući se na pripremanje oružane pobune rekao: "...Ma šta nam sve to vredi kad Stipa zna pod kojom bukvom ja spavam".
Gotovo nitko od Hrvata tada nije imao oružje, a oni koji jesu, imali su samo lovačko ili pištolje. Dok su Srbi dobivali oružje od JNA, Hrvati su ga morali kupovati. Oružje TO JNA je Hrvatskoj oduzela godinu dana ranije. U lipnju 1991. u Prekopakri pod posredstvom MZ Prekopakra pristupilo se popisivanju ljudi u (dragovoljne) "Nenaoružane odrede". Predrag i Marijan Kulhavi lijepili su plakate kojima su pozivali ljude da se upišu. To je bio (spontani) odgovor na srpske barikade i provokacije u smislu osiguravanja Prekopakre i jednog dijela Pakraca. Predsjednik MZ Prekopakra od 29. svibnja 1991. bio je Mato Brinjak, prijatelj Stjepana Širca još od dječačkih dana. Sve je to organizirano u Prekopakri jer u općinskom centru za obranu grada Pakraca nije bilo pouzdanih ljudi. Za kratko vrijeme bilo je upisano 252 člana iz čitave općine Pakrac, a najviše ih je bilo iz Prekopakre. Većina članova "Nenaoružanih odreda" bili su članovi HDZ-a. Zadatak tih odreda bio je držati (noćne) straže na mogućim mjestima provokacija. Organizaciji straža (tajno) pomaže i PP Pakrac. Već tada Stjepan se ističe u organizaciji i koordiniranju straža na punktovima.
Stjepan Širac upisao se zajedno sa suprugom Jasnom Vidović. Doktorica Vidović se sjeća Stjepanovih vrlina: "Bio je pošten i častan čovjek... Bio je rođeni vođa. U roku par dana okupio je dečke u Prekopakri... Svud je išao prvi bez razmišljanja... Nikoga nije mrzio..." Stjepan Širac, Mato Brinjak, Marijan Larma, Antun Novak i Ivica Mateš 17. srpnja 1991. odlaze u Bjelovar tražiti pomoć. Odazvali su se Zdravko Mamić i njegov otac iz radne organizacije "Česma". Dogovoreno je da oni s 15 kamiona blokiraju vojarnu JNA u Bjelovaru u slučaju njihove (ponovne) intervencije u Pakracu. Također je dogovoreno da Mamići pomognu da u Pakrac dođe predstavnik Ministra obrane RH.
U Pakrac, na tajni dogovor 25. srpnja 1991., stiže pomoćnik Ministra obrane g. Sesar i Dado Marenić. Kako ne bi bili sumnjivi, parkirali su Mercedes ispod srpske zastave pred zgradom SDS-a u centru Pakraca. Brinjak odlazi po Stjepana koji je bio na zadatku u caffe baru "Papiga". Sastanak je održan u gostionici Marijana Larme. Brinjak koji je vodio sastanak, Sesaru je pokazao popis 252 člana "nenaoružanih odreda" i tražio od njega 127 dugih cijevi. Sesar je zatim tražio da se imenuje zapovjednik uz uvjet da ta osoba mora imati čin kapetana. Brinjak je za zapovjednika predložio upravo Stjepana jer je samo u njega, kao starog prijatelja, imao povjerenja. Sesar je to prihvatio i Stjepan postaje službeni zapovjednik "nenaoružanih odreda". Stavljen je na platni popis Ministarstva obrane RH. Zbog djelovanja političkih struja koje se nisu usudile vojno suprotstaviti pobunjenim Srbima, uskoro biva privremeno skinut s popisa. Stjepan krajem srpnja 1991. iz "Nenaoružanog odreda" ustrojava dragovoljački odred ZNG-a, koje (pravno) priključuje bataljunu ZNG-a iz Kutine. No, odred funkcionira kao samostalna oružana postrojba. Sastojala se od nekoliko vodova koji po punktovima drže (noćne) straže zbog sve učestalijih neprijateljskih diverzija. Svi članovi te postrojbe bili su dragovoljci. Od te jezgre kasnije je ustrojen 76. samostalni bataljun Pakrac. Iz Kutine dobivaju nešto malo oružja i vojne opreme, eksploziva i slično. Stjepan je u to vrijeme često odlazio u Zagreb na razne adrese primopredaje, odnosno kupovinu oružja. Često se vraćao praznih ruku. Oružje se nije moglo nabaviti ni preko Ministarstva obrane. U više navrata se razočarao jer je uzalud trošio vrijeme. Valjalo se boriti za svaku pušku. Prikupljalo se lovačko i trofejno naoružanje. Organiziralo se i kupovanje automatskog oružja.

## Rat
Napad na Pakrac Stjepan je dočekao 19. kolovoza 1991. u svom stanu. Motrio je pokrete neprijatelja i javljao ih policiji. Koordinirao je i usmjeravao akcije dragovoljačke postrojbe koja je pripremala teren za dolazak postrojbi specijalne policije kako bi joj olakšala ulazak u Pakrac. Navečer je Stipa otišao u Prekopakru održati sastanak. Drugi dan je osnovan Krizni štab u Prekopakri sa sjedištem u područnoj osnovnoj školi na čelu s Matom Brinjakom. Upravo zahvaljujući dragovoljačkoj postrojbi ZNG-a koju tada čine uglavnom Prekopakrani, napadači nisu zauzeli PP i grad Pakrac. Prekopakra je cijeli rat bila glavni stup obrane Pakraca, a puno je pomogla i obrani Lipika.
Krajem kolovoza 1991. Stjepan je postao pomoćnik povjerenika Vlade Republike Hrvatske za obranu općine Pakrac. Stožer obrane grada Pakraca bio je u Prekopakri; u vatrogasnom spremištu i područnoj osnovnoj školi, zatim u ulici 25. maja, a kasnije u Donjoj Obriježi. Obrazlažući svoje viđenje pravog zapovjednika rekao je svome ocu: "Za mene nije zapovjednik onaj koji kaže naprijed, već onaj koji kaže za mnom".
Kao zapovjednik obrane Pakraca donio je prvo vojno znakovlje i uniforme za branitelje Pakraca i Lipika kao i plan obrane grada. Ustrojio je centar veze. Koordinirao je zapovjednike satnija, vodova i desetina na punktovima u Pakracu i Lipiku, usklađivao obrambene akcije kojima je neprijatelj potisnut iz ključnih dijelova grada i kojima je uspostavljena crta obrane. Koordinirao je vojne i policijske postrojbe, podučavao je branitelje kako rukovati oružjem, pogotovo topništvom.
Tijekom rata, Stjepan je navraćao kući k zabrinutim roditeljima. Kad su ga pitali kako je, rekao im je: "Gdje god krenem na mene stalno pucaju, u sokaku, na cesti..."
Zapovjedio je i izgradnju dvaju oklopnih vozila koja su sastavljena u dijelu Prekopakre, Matkovcu. Prilikom pada obližnje vojarne "Polom" u Doljanima 16. rujna 1991., oružje pakračkim braniteljima moglo je biti dostavljeno samo uz njegovo dozvolu. Uz dvadesetak ranije kupljenih kalašnjikova i jedne puškostrojnice, dragovoljačka postrojba je sredinom rujan raspolagala većim brojem automatskog oružja, više ručnih bacača raketa, četiri bestrzajna topa te minobacačima. To je znatno pridonijelo uspješnoj obrani Pakraca i Lipika jer su se branitelji konačno domogli toliko potrebnog oružja. Stjepan je organizirao i vodio akciju spašavanja, odnosno evakuiranja pacijenata i osoblja pakračke bolnice 29. rujna 1991., spasivši preko 300 ljudi. Akcija je izvedena u najvećoj tajnosti, ured noći, u mukloj tišini bez svijetla. Branitelji, njih tridesetak, predvođeni Stjepanom, gazeći Pakru, nosili su pacijente koji su potom autobusima odvezeni u Kutinu. Veliki dio tih pacijenata bilo je i srpske narodnosti.
Koncem rujan 1991. Banjalučki korpus nastojao se preko pakračkog područja spojiti s neprijateljem oko Daruvara i Grubišnog Polja. Broj dragovoljaca, hrvatskih branitelja, pod zapovjedništvom Stjepana Širca bio je puno manji nego što su časnici JNA mislili. Oni su zajedno s policijskim postrojbama stali nasuprot Banjalučkom korpusu i srpskim paravojnim formacijama.
Stjepana Širca sjeća se i dr. Topić: "Odjednom žamor utihne, svi s divljenjem i poštovanjem promatraju našeg zapovjednika obrane, našeg časnika HV-a Stjepana Širca... Poput oluje stiže Stipa sa svojim veselim pošalicama i optimizmom koji prenosi i na nas. Veli da je nabavio sanitet, da će mi sutra donijeti uniformu i čizme... Bio je pun optimizma i planova..."
Pakrac se 6. listopada 1991. našao u potpunom okruženju. Neprijatelj je zauzeo jedinu prohodnu prometnicu koja je preko Batinjana vodila za Kutinu, a da branitelji za to nisu znali. "Nalazio sam se na punktu u Prekopakri. U 05,15 čuo sam rafalnu paljbu iz pravca Matkovca... Otišao sam do centra veze... Informacija je bila štura, skoro nikakva. Znali smo ono samo što smo čuli; rafalna pucnjava u dva navrata... Probudio sam dečke: Miroslava Kurića, Miroslava Tessarija i Marija Kamenskog. Uzeli smo dva mitraljeza 7,9... Sjeli u kombi i krenuli prema Matkovcu."
Kad je čuo za napad, Stjepan je smjesta krenuo u akciju sa samo desetak branitelja. Skupili su raspoloživo ljudstvo i oružje te oko 7 ujutro krenuli vidjeti što se događa. Sumnjali su na zasjedu, ali vjerovali su da je Duchač, koji je upao u zasjedu, još živ. "...Skupilo se to još dječaka s punktova... Naišao je i Riba i Bepi Straga. Došao je i Stipa Širac, naš zapovjednik. On je rekao da je sinoć kasno došao iz pravca Batinjana i da ništa sumnjivo nije primijetio. Zapovjedio sam svojim dečkima da uzmu naoružanje i krenu sa mnom u pravcu Batinjana. Odmah nam se pridružio Stipa Širac, Rafo Čenan, Anto Pavlović i Josip Dumančić. Nismo ni slutili da je cijelo selo bilo zauzeto... Ostavio sam Kurića s puškomitraljezom da nas štiti, a mi smo se spustili niz cestu... Kad smo prešli most... Čuo sam Kurića kako viče "Marko pazi, borovi!"... Ugledao sam iznad vozila u brdu šljem i glavu koja je odmah nestala... Nakon vrlo kratkog vremena ponovo se pojavljuje isti. Otvaram paljbu i počinje puškaranje sa svih strana. Ispraznio sam okvir i u trenutku mijenjanja osjetio sam udarac u nogu... Vidio sam kako su meci sjekli travu iznad moje glave... Stipa je vikao "Marko, Marko, jesi li živ?!" Nitko nije ni slutio da su mu to posljednje riječi.
Tada dolazi oklopno vozilo TOP 2 u kojem je bila policija i prolazi pokraj njih. Stjepan izlazi iz zaklona i pokušava se skloniti iza vozila kako bi policajcima u oklopnjaku dao informaciju o neprijateljskim položajima. Prilikom pretrčavanja ceste je pogođen. Tijelo je ostalo ležati na cesti. Oklopnjak je nastavio kretati do vrh brda gdje je pogođen. Tada je u pomoć pristiglo još branitelja; neki pješice, a neki kamionom 110. Započinje žestoka cjelodnevna bitka koja je rezultirala povlačenjem neprijatelja. Tijelo Stjepana Širca izvučeno je navečer. Njegova smrt bila je veliki udarac i šok. Pakračkim braniteljima trebalo je par dana da se priberu. Na funkciju Stjepana Širca postavljen je Pakračanin Željko Špelić - Jura.
Drugi dan, krajnjim naporom svih raspoloživih snaga neprijatelj je odbačen 6 kilometara, a Pakrac je izbjegao potpuno okruženje, no uz iznimno velike žrtve: poginula su 23 hrvatska branitelja, a među njima i zapovjednik obrane Pakraca Stipa Širac, koji je osobno prikupio i doveo pomoć napadnutom sanitetu u Batinjane.

## Nakon smrti
Stjepan Širac posmrtno je odlikovan Redom Petra Zrinskog i Frana Krste Frankopana, Spomenicom Domovinskog rata, a Ministar obrane Republike Hrvatske promaknuo ga je u pukovnika Hrvatske Vojske. 1997. Grad Pakrac i obitelj Širac na mjestu pogibije podigli su mu spomen-ploču. Njemu u čast, njegovim imenom je nazvana glavna ulica u Prekopakri.

## Također pogledajte
- Bitka za Pakrac
- Napad na Pakrac
- Evakuacija bolnice u Pakracu
- Bitka za Batinjane
- Ibrahim Abushaala – "Gadafi"
- Marijan Kulhavi – Foka